# Big Love (série de televisão)
Big Love (no Brasil, Amor Imenso), é um seriado estadunidense de gênero drama exibido originalmente pela HBO, com Bill Paxton interpretando o personagem principal, Bill Henrickson, um polígamo praticante.
A série estreou em 12 de março de 2006 pela HBO, foi exibida no SBT no Tele Seriados e em Portugal a série começou a ser emitida no canal FOX:NEXT em abril de 2009. Atualmente o canal HBO Signature está transmitindo a primeira temporada que estreou em fevereiro de 2012.

## Descrição
A série gira em torno do polígamo Bill Henrickson, suas três esposas Barb (Jeanne Tripplehorn) , a primeira esposa; Nicki (Chloë Sevigny), a segunda esposa e Margene (Ginnifer Goodwin), terceira esposa) e seus (combinados) nove filhos. Henrickson vive com sua família em três casas vizinhas em Sandy, Utah , um subúrbio de Salt Lake City.
O programa foi co-criado por Mark V. Olsen e Will Scheffer que também são os produtores executivos. Olsen e Scheffer (um casal gay) passaram dois anos e meio pesquisando o tema do programa, e a intenção deles foi de criar um retrato justo da poligamia nos Estados Unidos da América sem demonstrarem algum tipo de preconceito.
A música tema da abertura é "God Only Knows", escrita por Brian Wilson e Tony Asher, interpretada por The Beach Boys. A seleção musical da série foi elaborada por David Byrne.

## Personagens (elenco)
- Bill Henrickson (Bill Paxton)
- Barb Henrickson (Jeanne Tripplehorn)
- Nicolette Grant (Chloë Sevigny)
- Margene Heffman (Ginnifer Goodwin)
- Sarah Henrickson  (Amanda Seyfried)
- Ben Henrickson (Douglas Smith)
- Joey Henrickson (Shawn Doyle)
- Wanda Henrickson (Melora Walters)
- Don Embry (Joel McKinnon Miller)
- Rhonda Volmer (Daveigh Chase)
- Tancy "Teenie" Henrickson (Jolean Wejbe)
- Lois Henrickson (Grace Zabriskie)
- Frank Harlow (Bruce Dern)
- Roman Grant (Harry Dean Stanton)
- Heather Tuttle (Tina Majorino)
- Alby Grant (Matt Ross)
- Adaleen Grant (Mary Kay Place)
- Scott Quittman (Aaron Paul)
- Wayne Henrickson (Keegan Holst)
- Raymond Henrickson (Garrett Gray)

## Recepção da crítica
Em sua 1ª temporada, Big Love teve recepção geralmente favorável por parte da crítica especializada. Com base de 26 avaliações profissionais, alcançou uma pontuação de 72% no Metacritic. Por votos dos usuários do site, atinge uma nota de 7.5, usada para avaliar a recepção do público.